# 부산대학교한방병원
부산대학교한방병원은 경상남도 양산시에 위치한다. 부산대학교 한의학전문대학원 부속 한방병원이다.

## 같이 보기
- 부산대학교
- 양산부산대학교병원
- 부산대학교병원
- 한의학전문대학원